# When Lizzie Got Her Polish
When Lizzie Got Her Polish è un cortometraggio muto del 1914 diretto da Al Christie su un soggetto di Bess Meredyth, una delle interpreti del film insieme a Victoria Forde, Eddie Lyons e Lee Moran.

## Produzione
Il film fu prodotto dalla Nestor Film Company di David Horsley.

## Distribuzione
Distribuito dall'Universal Film Manufacturing Company, il film - un cortometraggio di una bobina - uscì nelle sale cinematografiche statunitensi il 4 dicembre 1914.